# حي شيبس
حي شيبس (بالصومالية: Degmada Shibis)‏ إحدى مقاطعات محافظة بنادر جنوب شرق الصومال، وأحد أقدم أحياء العاصمة الصومالية مقديشو يحيط بها أحياء كاران، وياقشيد، وبونطيري، وعبد العزيز.
يضم حي شيبس في العاصمة الصومالية مقديشو، مواقع بارزة ومراكز مهمة من ضمنها مقر جهاز الأمن الوطني السابق في جمهورية الصومال الديمقراطية، وسفارة المملكة العربية السعودية، ومنزل الرئيس الصومالي الراحل محمد سياد بري، وفندق جلوبال وغيرها.

## روابط خارجية
- مقاطعات الصومال
- الخريطة الإدارية لحي شيبس